# Jochem Uytdehaage
Jochem Uytdehaage (Utrecht, Països Baixos 1976) és un patinador de velocitat sobre gel neerlandès, ja retirat, que destacà en els Jocs Olímpics d'Hivern de 2002.

## Biografia
Va néixer el 9 de juliol de 1976 a la zona residencial d'Oog in Al situada a la ciutat d'Utrecht.

## Carrera esportiva
El 2002 es proclamà campió d'Europa en la combinada (un fet que repetí el 2005), aconseguint el passaport per poder participar en els Jocs Olímpics d'Hivern de 2002 realitzats a Salt Lake City (Estats Units). En aquests Jocs aconseguí guanyar la medalla d'or en els 5.000 m. i 10.000 metres, establint uns nous rècords olímpics i mundials, així com la medalla de plata en els 1.500 metres. El desembre de 2005 no aconseguí classificar-se per als Jocs Olímpics d'Hivern de 2006 realitzast a Torí (Itàlia).
Al llarg de la seva carrera aconseguí guanyar la combinada en al Campionat del Món de patinatge de velocitat sobre gel l'any 2002.